# جورج هاسل
جورج هاسل (بالألمانية: Georg Hassel)‏ هو جغرافي ألماني، ولد في 30 ديسمبر 1770 في فولفنبوتل في ألمانيا، وتوفي في 18 يناير 1829 في فايمار في ألمانيا.